# 伯先路
32°12′45″N 119°25′55″E / 32.2125319°N 119.4318927°E
伯先路是中国江苏省镇江市的一条街道，以道路两侧至京畿岭一带保留有许多清末民初的近代建筑著称。
该路南北走向，南接京畿路，北至大西路，长276米，宽7米。
伯先路最初的名称是南马路。1926年，当地人士为纪念辛亥革命先烈赵伯先，在道路南端兴建伯先公园，南马路也因此被更名为伯先路。
1861年开辟镇江英租界后，此处紧邻租界，因此曾有众多中外机构座落此处，建筑风格为仿西洋式或中西合璧式。1992年，伯先路近代建筑群被列为镇江市文物保护单位。

## 沿路近代建筑
- 27号：金山饭店旧址
- 29号：江南饭店旧址
- 35号：蒋怀仁诊所旧址
- 73号：镇江商会旧址
- 82号：广肇公所旧址
- 红万字会江苏省分会旧址
- 镇江英国领事馆旧址
- 英租界工部局旧址（附近江边）